# Johnson Bottom
Johnson Bottom (englisch) ist eine mit Tussock bewachsene und mit Felsen durchsetzte Ebene auf Bird Island im Archipel Südgeorgiens im Südatlantik. Sie liegt nördlich der Johnson Cove und ist ein Habitat des Antarktischen Seebären.
Das UK Antarctic Place-Names Committee benannte sie 1982 in Anlehnung an die Benennung der gleichnamigen Bucht. Deren Benennungshintergrund ist nicht überliefert.